# Крупец (Ровненская область)
Крупец (укр. Крупець) — село в Дубенском районе Ровненской области Украины. Административный центр Крупецкой сельской общины.
До 2020 года входило в Радивиловский район.

## История
3 июля 1941 года, в ходе оборонительной операции на Западной Украине 1-я танковая группа вышла в район Крупец, в 20 км восточнее Острога.
Население по переписи 2001 года составляло 1507 человек. Почтовый индекс — 35541. Телефонный код — 3633. Код КОАТУУ — 5625884801.